# Мэгуреле
Мэгуреле (рум. Măgurele) — село в Унгенском районе Молдавии. Относится к сёлам, не образующим коммуну.

## География
Село расположено на высоте 172 метров над уровнем моря.

## Население
По данным переписи населения 2004 года, в селе Мэгуреле проживает 932 человека (462 мужчины, 470 женщин).
Этнический состав села:
| Национальность | Число жителей | Процентный состав |
| -------------- | ------------- | ----------------- |
| молдаване      | 914           | 98.07             |
| румыны         | 12            | 1.29              |
| украинцы       | 4             | 0.43              |
| гагаузы        | 1             | 0.11              |
| прочие         | 1             | 0.11              |
| Всего          | 932           | 100 %             |